# الرابطة الجزائرية المحترفة الأولى 1962–63
الرابطة الجزائرية المحترفة الأولى 1962–63 هو موسم من الرابطة الجزائرية المحترفة الأولى. أشرف على تنظيمه الرابطة الجزائرية لكرة القدم ‏، وفاز فيه اتحاد الجزائر.